# Frédéric Delalande
Frédéric Delalande (Saint-Nazaire, 13 d'abril de 1969) és un ciclista francès, que passa la major part de la seva carrera en clubs amateurs.

## Palmarès
- 1991
  - 1r al Tour de Martinica
- 1994
  - 1r al Tour de Martinica
- 1996
  - Vencedor d'una etapa del Gran Premi del Somme
- 1997
  - 1r a la Tro Bro Leon
  - 1r al Tour Nivernais Morvan
  - 1r als Boucles guégonnaises
  - 1r al Tour del Tarn-et-Garonne i vencedor d'una etapa
- 1998
  - 1r a la Tro Bro Leon
  - 1r al Jard-Les Herbiers
- 2000
  - 1r a la Clàssica Loira Atlàntic
  - 1r a la Flèche de Locminé
  - 1r a la Manche-Atlantique
- 2001
  - 1r a la Route de l'Atlantique
  - 1r als Boucles guégonnaises
  - Vencedor d'una etapa dels Tres dies de Cherbourg
- 2002
  -  Campió de França amateur en ruta
  - 1r al Tour de Guadalupe
  - 1r al Tour de Nova Caledònia
  - 1r al Tour Nivernais Morvan
- 2003
  - 1r al Tour de Nova Caledònia
  - 1r al Tour de la Porte Océane
  - Vencedor d'una etapa de la Ruban Granitier Breton
- 2005
  - 1r al Tour de Martinica i vencedor de 2 etapes
  - 1r al Premi des falaises
- 2006
  - 1r al Tour de La Reunion i vencedor de 2 etapes
- 2007
  - Vencedor de 2 etapes al Tour de Guyane